# Histoire des Alpes-de-Haute-Provence
L'histoire des Alpes-de-Haute-Provence est très ancienne puisqu'on trouve dans les gorges du Verdon des traces d'habitats, une partie des objets découverts est actuellement exposée au musée de Quinson. Les premiers documents écrits, bien que fragmentaires, remontent à l'Antiquité ; les connaissances s'affinent lorsque apparaissent les registres communaux à partir du XVIe siècle.
Alors que l'ouest du département est facile d’accès, grâce à de longues vallées orientées Ouest-Est (Jabron, Calavon) et Nord-Sud (Durance), empruntées par des itinéraires préhistoriques et romains, le centre et l’est se caractérisent par leur enclavement. Les vallées de l’Asse, de la Blanche, de la Bléone, du Sasse, de l’Ubaye, du Vançon, du Verdon, et quelques-uns de leurs affluents, forment autant de bassins et sous-bassins isolés les uns des autres une partie de l’année, et reliés uniquement à pied et à mulet le reste du temps. Le désenclavement ne commence véritablement qu’à la fin du XIXe siècle.

## Antiquité

### Avant la Conquête
Le terroir pauvre et le terrain difficile expliquent le peuplement tardif de la région. Durant l'âge du fer, de nombreux peuples celto-ligures vivaient dans cette région, dont les Ésubiens (dans la vallée de l'Ubaye), les Bodiontici (vers Digne) ou les Suetrii (région de Castellane). Leur religion et leur organisation sociale étaient celtes. Certains peuples ne sont connus que par une ou deux mentions très courtes, comme les Sebagini ou les Vergunni, qui occupaient tous deux un tout petit territoire. La localisation de ces tribus est parfois mal connue, comme pour les Gallitae, voire hypothétique, comme pour les Nemeturii.
Cette confédération se modernisa et se cultiva grâce aux contacts commerciaux avec les Grecs de Massalia[réf. nécessaire].

### Contacts avec les Romains, puis intégration à l'Empire
Les contacts avec les Romains furent quant à eux plus violents (massacre d'une légion romaine par les Ésubiens dans la vallée de l’Ubaye, expédition punitive des Romains ensuite, au début du IIe siècle av. J.-C.). La région est laissée de côté par César, avant d’être soumise par Auguste. Les autochtones se romanisèrent petit à petit, des colonies romaines furent implantées (Segustero par exemple), si bien que la culture celto-ligure originelle finit par disparaître. La province de Narbonnaise s’étend du Rhône jusqu’à la Durance, et au nord jusqu’au confluent de la Bléone ; les vallées de l’Ubaye, du Verdon et du Var relèvent du royaume de Suse, puis sont réparties entre la province des Alpes cottiennes et celle des Alpes-Maritimes ; un secteur autour de Digne, avec les Monges et Seyne, est distinct de ces territoires jusqu’à l’annexion aux Alpes-Maritimes. Ces territoires sont organisées en civitas, subdivisions des provinces romaines.
Les noms de plusieurs de ces tribus vaincues par l’Empire romain figurent sur le Trophée des Alpes élevé par l'empereur Auguste à La Turbie.
Lors de la réorganisation de l’Empire romain par Dioclétien à la fin du IIIe siècle, les civitas dont le territoire correspond à l’ouest du département (Sisteron, Gap) sont rattachées à la Narbonnensis Secunda (Narbonnaise seconde), démembrement de l’ancienne Narbonnaise. Les civitas situées à l'est du département, Glandèves, Senez, Digne, Embrun (grossièrement, les vallées de l’Ubaye, du Var, du Verdon, de la Bléone) restent dans celle des Alpes-Maritimes.
C'est vers la fin de l'Empire que le christianisme pénètre dans la région, et des évêchés s'implantèrent à Glandèves (actuellement Entrevaux), Senez, Riez, Sisteron. Deux autres sièges épiscopaux existèrent de façon éphémère à Thorame (vers 439-442) et Castellane qui furent probablement rattachés à celui de Senez. Le préfet des Gaules Dardanus, chrétien et ami de saint Augustin, se retira avec sa famille et 150 volontaires dans la région de Saint-Geniez et fonda La Cité de Dieu (comme en témoigne la Pierre écrite du défilé ). Ces traces des progrès du christianisme contrastent avec la christianisation tardive des paysans alpins.

### La fin de l'Antiquité
La Haute-Provence, qui reste à l'écart des invasions jusqu'à la fin du Ve siècle, reste plus longtemps dans le giron de l'Empire romain que le reste de la Gaule. Mais les Burgondes étendent leur domination jusqu’à la Durance en 470, occupant ainsi l’Ouest et le Nord du département. Lorsque l'Empire romain d'Occident chute définitivement, en 476, que la Provence est partagée entre deux royaumes barbares :
- le Nord de la Provence, jusqu'à la Durance avec la cité de Gap (donc avec l'ouest des Monges) est conquis par les Burgondes ;
- les Wisigoths du roi Euric s'emparent d'Arles, Marseille et de toute la Basse-Provence, avec la vallée du Verdon.

Les Burgondes, déjà installés au Nord et à l’Ouest de ce fleuve frontière, occupent le sud de la Provence à la mort du Wisigoth Euric en 483. Clovis est vainqueur des Wisigoths à la bataille de Vouillé en 507, et entreprend l'année suivante la conquête de leurs territoires provençaux. Il met le siège devant Arles. L'intervention des Ostrogoths le force à lever le siège et à abandonner ses projets de conquête en Provence. Après presque deux décennies de gouvernement burgonde, en 510, les dux Ibba et Mammo conduisent les armées ostrogothiques à la conquête de la Provence, et s'arrêtent à la Durance. Le reste de la Haute-Provence est conquise dans un second temps : Théodoric le Grand, qui se pose en restaurateur de la préfecture du prétoire des Gaules, joue d’une querelle entre ariens et catholiques et intervient contre Sigismond pour sécuriser sa conquête : il s'avance jusqu'à l'Isère en 523. À cette date, l'ensemble des actuelles Alpes-de-Haute-Provence sont ostrogothiques. Les liaisons routières entre le royaume ostrogoth (en Italie) et le royaume wisigoth (en Espagne) dont Théodoric a la tutelle, sont protégées. Le sort de la Haute-Provence se joue ensuite dans les conséquences d'une révolution de palais : en 535, Théodat, roi des Ostrogoths, enferme puis fait exécuter son épouse Amalasonte. Celle-ci avait maintenu l'alliance avec l'Empire byzantin et était la cousine des quatre rois francs : c'est un casus belli. Théodat s'en sort temporairement en payant une amende (wergeld) de 50 000 sous aux rois francs. Il est remplacé par Vitigès, mais celui-ci doit affronter les armées byzantines dès l'année suivante. Pour être tranquille à l'ouest, il offre la Provence aux Francs, qui est ainsi intégrée en 536 ou 537, sans nouveau combat, à un royaume germanique dont la capitale est très au nord,.

## Moyen Âge

### Haut Moyen Âge
La Provence, rattachée au royaume nordique des Francs, n'est pas administrée directement par leur roi. Celui-ci délègue un patrice jusqu'en 561 à Arles, qui reste la capitale de la province.
La Provence est ensuite fréquemment partagée jusqu’à la fin du VIe siècle à chaque partage suivant la mort de chaque roi franc. Au partage de 561, la Provence est rattaché au royaume burgonde, à l'exception de Marseille, attribuée à Sigebert avec un couloir la reliant à l'Auvergne en passant par le gué de Bonpas. Elle subit des invasions : plusieurs fois, le patrice Mummole combat les Saxons et les Lombards, qui envahissent le sud-est de la Gaule à partir du nord de l’Italie. En 571, il les vainc lors de la bataille de Mustiae-Calme, sur le plateau de Gleysolles, à Meyronnes, en Ubaye. L’année suivante, les Saxons envahissent de nouveau le sud-est de la Gaule, et passent encore par le col de Larche. Mummole les vainc lors de la bataille d'Estoublon.
Au VIIe siècle, la Provence est gouvernée par un patrice, pratiquement autonome. Sous Charlemagne, elle est fréquemment visitée par les missi dominici.
Au VIIIe siècle, les Sarrasins écumèrent la région, détruisant Riez, Salinae (Castellane), pillant les autres villes importantes comme Sisteron ou Dinia. Des monastères furent détruits. La région se dépeupla. Les raids sarrasins continuèrent par intermittence jusqu'au Xe siècle au départ du Var (Saint-Tropez, Port-Grimaud).
En 843, toute la région à l'Est du Rhône est rattachée à la Lotharingie, qui passe au Xe siècle dans le Saint-Empire romain germanique.
Après la fin des raids musulmans, la prospérité revint dans la Haute-Provence, la population augmenta et le commerce reprit. Boson Ier, de la maison de Bourgogne et d'origine franque, se proclama roi de Provence et roi d'Arles.

### Le marquisat de Provence
Conrad Ier de Germanie (années 910) nomme 3 comtes en Provence : la partie au nord de la Durance dépend d'Avignon, celle au sud d'Arles. Les Alpes provençales dépendent du comte d'Apt, avec des vicomtes à Castellane. Ces trois comtés sont unis pour Guillaume, qui devient marquis de Provence.
Ce marquisat passa en 1037 par le mariage d'Emme, fille du comte de Provence sous le contrôle du comte de Toulouse, Guillaume III Taillefer. Ses descendants Raymond V (1148-1194), Raymond VI (1194-1222) et Raymond VII (1222-1249) frappèrent à Pont-de-Sorgues une petite monnaie appelée Raimondin de Provence. Après l'éviction de l'hérésie cathare et la fin de la croisade en Languedoc, par le traité de Paris en 1229, Raymond VII devait céder le marquisat au Saint-Siège. Frédéric II (1197-1250) s'y opposa. La papauté entra en possession du marquisat de Provence en 1274.

### Les comtes de Provence
Le 3 février 1112, le comte Raimond-Bérenger III de Barcelone épousa Douce de Gévaudan, comtesse de Provence et prit le titre de comte de Provence sous le nom de Raimond-Bérenger Ier.
En 1231, Raimond Bérenger IV de Provence, donna l'autorisation aux bourgs de Saint-Pons et de Faucon, dans la vallée de l'Ubaye, d'établir une nouvelle cité à mi-chemin entre les deux : ce fut la naissance de Barcelonnette.
En 1245, après la mort de Raymond Bérenger IV, le mariage de sa fille Béatrice avec le roi de Sicile, Charles d’Anjou, frère de saint Louis fit passer le comté de Provence sous la coupe de la maison angevine. En janvier 1277, Charles d’Anjou ayant racheté, moyennant une rente annuelle de quatre mille livres tournois, à Marie d’Antioche ses droits au trône, devint roi de Jérusalem, titre qui resta plus ou moins dans la famille jusqu'au roi René d'Anjou.

### La fin du Moyen Âge
Les deux derniers siècles du Moyen Âge sont marqués, dans le département comme dans le reste de la France, par de multiples crises : Grande Peste au milieu du XIVe siècle, crise démographique, recul de l'occupation humaine, multiples guerres au cours de la guerre de Cent Ans. La plus connue est la guerre de l'Union d'Aix, suivie des ravages perpétrés par les chefs de compagnies de routiers, dont le plus connu est Raymond de Turenne, mais pas le seul.
Dans les régions de haute et moyenne montagne du département, ces crises se traduisent par de nombreux abandons de villages, qui parfois ne sont plus réoccupés (sauf une ou deux maisons). Les vigueries de Castellane et Digne et le Val-de-Barrême, les trois vigueries concernées, comptaient 121 communautés en 1315. Quatre siècles après, en 1765, 41 de ces communautés n'existent plus. C'est le plus gros taux d'« usure » de villages de toute la France, il atteint un village sur quatre dans l’ensemble des montagnes provençales, régulièrement réinfectées par la peste via le commerce levantin. Les terres sont soit définitivement abandonnées, soit plus souvent, utilisées par des éleveurs transhumants qui ont profité du vide (c'est le cas d'Aurent à Castellet-lès-Sausses et de Troins à Saint-André-les-Alpes, qui renaissent comme communes à la Révolution française avant de disparaître à nouveau au XXe siècle, de Beaudument à Sourribes, de Chaudol à La Javie, communautés définitivement disparues au XIVe siècle). Les terroirs d'Aubenas, Niozelles, servent aussi de pâturages pendant ce siècle, avant que les villages soient réoccupés. D'autres villages sont vidés de leurs habitants pendant quelques décennies, avant de n'être réoccupés dans la deuxième moitié du XVe siècle, comme les deux communautés voisines de Saint-Étienne et Les Orgues, dépeuplées entre 1400 et 1450, et dont seule la première renaît ensuite. Enfin, certaines terres abandonnées sont exploitées en grands domaines par les seigneurs, ce qui empêche la renaissance du village une fois les troubles passés
Cette situation avantage les seigneurs : le seigneur laïque peut réorganiser la production autour d’une bastide, sur un mode extensif, plus productif par tête, donc plus rentable ; le seigneur ecclésiastique prélève toute la dîme sans avoir à entretenir d’église ni de prêtre. Les terres sont remises en culture dans la seconde moitié du XVe siècle, ce qui permet une forte hausse de la population dans le dernier tiers du siècle.

## XVIe,XVIIeetXVIIIesiècles
Le territoire de l'actuel département est envahi en décembre 1746, lors de la guerre de Succession d'Autriche. Après la défaite de Plaisance, le maréchal de Maillebois abandonne l’Italie du Nord et se replie derrière le Var ; mal secondé par le général espagnol Mina, il doit même abandonner la ligne de défense du Var. Il est remplacé par le maréchal de Belle-Isle en décembre. Un corps de 2 000 hommes s’empare de Castellane, puis des villages alentour. Après quelques difficultés, les armées espagnole et française coordonnent une contre-offensive, qui commence début janvier par la prise d’un avant-poste autrichien installé à Chasteuil, par les troupes françaises sous les ordres du comte de Maulévrier>. Le comte de Broun, général autrichien, renforce son aile droite par quatre bataillons en garnison à Castellane, et six sur la rive sud du Verdon. Sept autres bataillons forment un deuxième échelon à disposition. En face, 9 bataillons et dix escadrons espagnols stationnés à Riez et 2 500 Suisses payés par l’Espagne et cantonnés à Senez, les tiennent en respect. Le 21 janvier, les troupes hispano-françaises passent à l’offensive, commandées par Maulévrier (côté français) et Taubin (côté espagnol) : les Espagnols quittent leurs quartiers de nuit et s’avancent vers Castellane par la clue de Taulanne, les Français passent par les gorges du Verdon. Les marches d’approche, difficiles, permettent néanmoins une attaque coordonnée vers 7 heures. Les premiers avant-postes sont enlevés sans difficulté, ce qui permet à Maulévrier de se lier sur sa gauche à Taubin, et d’envoyer une colonne de dragons rive droite du Verdon pour couper la retraite aux Autrichiens. L’assaut emporte sans difficulté les retranchements de campagne élevés par les Austro-Sardes, et l’armée franco-espagnole entre dans Castellane. La colonne de dragons français empêche la retraite des derniers Autrichiens. Au total, 287 sont faits prisonniers, dont le baron de Neuhaus, lieutenant général commandant la place. Les Austro-Sardes ont eu en outre une centaine de tués, contre vingt aux Franco-Espagnols. Les villages de La Garde, Eoulx, Robion, Taloire, Trigance et Comps sont évacués le 22 janvier.
La région de Senez, dont l’évêque est le janséniste Soanen de 1695 à 1727, est peu touchée par ce courant de pensée. La croyance en l’intercession des saints et la fréquentation des confréries de pénitents recule cependant dans les années 1720-1740. Mais les demandes d’intercession reviennent dans les testaments de 1750 à 1780, et ce n’est que dans les années 1780 et ensuite que l’on note une indifférence grandissante à la religion. La transition entre les confréries, qui rassemblent un tiers des hommes en 1700, et les clubs politiques de la révolution, comme lieux de sociabilité masculine, s’amorce dans les années 1750 via d’autres cellules laïques. Les paysans sont la première catégorie sociale à se déchristianiser dans la région.
À la veille de la Révolution française, l’actuel territoire des Alpes-de-Haute-Provence appartient à la Provence. Il est divisé entre les vigueries de Barcelonnette, Seyne, Sisteron, Digne, Barrême, Colmars, Castellane, Moustiers et Forcalquier.
Il est également partagé entre plusieurs évêchés : diocèse d'Embrun, diocèse de Glandèves, diocèse de Senez, diocèse de Riez, diocèse de Digne, diocèse de Sisteron ; quelques paroisses dépendent de l’évêché de Gap, de l’évêché d’Aix et de l’évêché d’Apt.
Il est très pauvre : entièrement défriché, il ne produit que 3 à 8 quintaux par hectare ; il ne compte que trois villes de plus de 3 000 habitants, Digne, Sisteron et Manosque.

## Révolution française

### Prémices et États généraux
Les députés aux États généraux sont élus en février et mars, en deux étapes, d’abord en délégation par paroisse, puis au siège de la sénéchaussée, à Forcalquier.
La crise de subsistances, qui enchérit le pain, provoquent plusieurs émeutes : en mars à Barcelonnette, Riez, le 26 à Soleilhas ; en mars toujours, l’évêque de Sisteron est lapidé car il est soupçonné d’accaparement par la foule. Plus largement, une vaste zone, comprenant la vallée de la Durance des Mées à Manosque et le plateau de Valensole est touchée par les troubles agraires de Basse-Provence en mars et avril
La Grande Peur de l’été 1789 touche le département les 30 et 31 juillet. Des rumeurs de troupes de brigands (500 Piémontais, 4000 Parisiens) se propagent à grande vitesse et entraînent des réactions violentes qui touchent une grande partie de la population. Le courant principal est la « peur du Mâconnais », qui arrive par Die et Gap et touche Tallard et Sisteron le 30 juillet. Le lendemain, ce sont Seyne, Digne, Barrême, Castellane, Moustiers et Riez d’un côté, et Forcalquier de l’autre, qui sont touchés. Un courant secondaire atteint Embrun et Barcelonnette les mêmes jours. Dans la vallée de l’Ubaye, c’est un autre courant qui se propage : les bandes menaçantes sont constituées cette fois de Piémontais. Les communes de Moustiers, Castellane, Riez, Digne, Seyne, Puimoisson, Vinon, s’organisent, s’arment, se communiquent leurs informations, inquiétantes ou rassurantes : un réseau de solidarité se constitue, la Peur ne provoque pas la fuite, mais la résistance armée. Son commandement est confié aux élites traditionnelles, et elle ne combat pas ; mais elle inquiète le Parlement, et ne se dissout pas quand les rumeurs s’évanouissent.

### Création du département

Carte des Basses-Alpes (1790)

Elle se fait progressivement et en concertation avec les communautés concernées. La Constituante part sur l’idée de diviser la Provence en trois départements, dont un au Nord. Le 7 février, les chefs-lieux de district sont fixés à Forcalquier, Digne, Castellane, Barcelonnette et Sisteron. Quelques arrangements et échanges de communes ont lieu avec le département de l'Isère). Seize cantons sont prévus en mars, le canton de Moustiers pouvant se rattacher au district qu’il préfère. Les paroisses de Bras-d'Asse, Saint-Julien-d'Asse, Les Dourbes et Entrages peuvent choisir le canton qui leur convient le mieux. Les cinq chefs-lieux de district sont : Barcelonnette, Castellane, Digne, Forcalquier et Sisteron.
Les critiques locales portent sur le déséquilibre entre les deux départements du Sud de la Provence (futurs Bouches-du-Rhône et Var), plus riches et peuplés, et celui du Nord, qui de plus n’a pas d’accès direct à la mer. Certaines villes veulent compenser une perte et obtenir le siège d’un chef-lieu de district : Annot et Moustiers (qui perdent leur viguerie), et Riez (qui perd son évêché). Le département est néanmoins créé proche du projet initial.
Une fois créé, il perd deux cantons : le canton de Sault (24 août 1793), rattaché au Vaucluse à sa demande ; et le canton de Barcillonnette, rattaché aux Hautes-Alpes en janvier 1810<. De nombreux cantons sont progressivement supprimés, leur existence apparaissant moins justifiée : le département passe de 45 cantons (projet de 1790) à 30 en 1810.
Le département est un de ceux où la population soutient le plus la Révolution : outre le nombre de clubs politiques (deux communes sur trois ont une société populaire), 84 %  des prêtres acceptent de prêter serment à la constitution civile du clergé.

### Le département sous la Législative
De 1791 à 1793, les 5 districts (Sisteron, Barcelonnette, Castellane, Digne et Forcalquier) du département des Basses-Alpes fournirent 6 bataillons de volontaires nationaux.

En septembre 1792, un bataillon de grenadiers est levé ; bientôt, de nouvelles troupes sont levées en mars 1793, pour sauver la patrie en danger.
En avril, Barras et Fréron sont envoyés en mission. Leur action entraîne en mai une réaction des administrateurs du département, qui se plaignent à la Convention.

### La Convention nationale et la Terreur
En janvier 1793, le général Peyron mène un coup de main sur Digne, en menant une troupe de sans-culottes marseillais.
Du 21 au 26 juin, le col de Larche est attaqué par les Piémontais, et victorieusement défendu par le général Rossi. Le 13 août, les députés Ricord et Robespierre, en mission auprès de l’armée d'Italie, sont attaqués à Manosque, dont ils sont chassés avant de reprendre quelques jours plus tard le contrôle avec l’appui des républicains du secteur.
Le député Dherbez-Latour est envoyé en mission en septembre 1793 : il épure l’administration départementale le 29 novembre. Au printemps 1794, il est en tournée dans le département et convertit plusieurs églises en Temples de la Raison.
Après Thermidor, l’envoyé en mission Gauthier épure à nouveau l’administration en janvier 1795.

### Le Directoire
En janvier et février 1796, des émeutes ont lieu à Moustiers et Oraison : le général Peyron assure la répression. Les royalistes entretiennent l’insécurité en février et mars 1797, en assassinant les républicains à Oraison, Digne et Sisteron.

## Époque contemporaine

### XIXesiècle
Après la victoire des coalisés à la bataille de Waterloo (18 juin 1815), le département est occupé par les troupes autrichiennes et piémontaises de juin 1815 à novembre 1818 (voir occupation de la France à la fin du Premier Empire).
Après un pic démographique en 1851, le département des Basses-Alpes se dépeuple à cause d'un exode rural massif. À l'écart des révolutions industrielles, le département a conservé sa ruralité.

#### Un exode rural massif
Après une croissance économique et démographique importante au XVIIIe siècle, le département s'est retrouvé surpeuplé au début du XIXe siècle, atteignant un maximum de plus de 150 000 habitants vers 1850. L'activité économique tournait essentiellement autour d'une agriculture vivrière méditerranéenne dans les plus basses vallées, montagnarde ailleurs (élevage, transhumance), généralement pauvre. C'est à partir de la seconde moitié du XIXe siècle que le département a commencé à se dépeupler, avec de nombreux départs vers les villes, plus prospères, ou vers le Mexique pour les habitants de la vallée de l'Ubaye. Après la Première Guerre mondiale qui fait de nombreuses victimes dans la population masculine partie au front, certains villages sont vidés de leurs habitants tandis que les autres voient leur population fortement réduite. Le nombre de communes chute rapidement, de 250 communes en 1900, il n'en reste aujourd'hui que 200.

#### Événements remarquables
En 1834, le département est frappé par l'épidémie de choléra qui ravage toute la Provence. En décembre 1851, à la suite du coup d’État de Napoléon III, une insurrection républicaine prend Digne et l'envoi d'un régiment venu de Marseille ne suffit pas à réprimer les insurgés. La défaite des insurrections dans d'autres départements et l'isolement des insurgés qui s'ensuit entraîne la dispersion de la rébellion, mais de nombreuses personnes sont arrêtées et massacrées durant la répression qui suit cet épisode, par un régiment qui venait de réprimer l'insurrection kabyle en Algérie, régiment commandé par le colonel Vinoy, qui s'illustra en 1871 dans la répression de la Commune de Paris lors de la Semaine Sanglante.
Au début du XXe siècle, l’essentiel du département est parcouru de routes nationales bien entretenues. Si cela permet les communications régulières, cela ne les rend pas aisées pour autant : par exemple, la malle-poste reliant Digne à Barcelonnette, sous-préfecture, mettait 12 heures pour faire le trajet aller, de nuit (et onze heures au retour, également de nuit).

### Première Guerre mondiale
Située loin du front, donc zone calme, et disposant de ressources naturelles, le département est aménagé en zone d’arrières :
- une usine est construite à Saint-Auban, sur la voie ferrée, pour produire du chlore militaire, utilisé comme arme chimique ;
- des hôpitaux sont installés un peu partout. Le lycée Gassendi de Digne est transformé en caserne[45].

### Années 1920 et 1930
Comptant une zone frontalière avec l'Italie, le département connait à la fin des années 1920 et durant les années 1930 de nombreux travaux ayant pour but de développer un système défensif pour parer à une éventuelle invasion, avec la construction de nombreux ouvrages et la réhabilitation des plus anciens. À l'instar des autres départements frontaliers de l'Italie, les Basses-Alpes voient la construction de la ligne Maginot des Alpes, et ce notamment dans la vallée de l'Ubaye.

### Seconde Guerre mondiale

#### Les camps d’internement
Dès le 5 septembre, des annonces officielles dans la presse et des affiches demandent aux étrangers « sujets ennemis » (qu’ils soient neutres politiquement ou réfugiés antinazis) de se rendre dans un camp d’internement pour étrangers. Dans le département, il est implanté aux Mées. Par la suite, d’autres « camps » sont ouverts, qui sont en fait plus des « centres » d’internement, utilisant des bâtiments disponibles : à Forcalquier dans une ancienne prison, à Manosque au cinéma Femina-Variétés (ces deux camps sont des annexes du camp des Milles), aux Mées dans un bâtiment industriel prêté par son propriétaire, etc..
Du fait de sa situation reculée, éloignée des zones peuplées, et son faible peuplement, le département est choisi pour accueillir de nombreuses structures de détention plus ou moins contraintes :
- il y a d’abord des communes d’assignation à résidence, essentiellement pour les étrangers et les juifs : à Allos, Annot, Barcelonnette, Beauvezer, Castellane, Château-Arnoux, Colmars, Entrevaux, Forcalquier, Moustiers, Saint-André-les-Alpes, Sisteron, Thoard ;
- des Centres de rassemblement et d'internement pour étrangers : à Château-Arnoux, Forcalquier, Manosque, Volx ;
- des Centres de séjour surveillé : à Bras-d'Asse, Le Chaffaut, Oraison, Sisteron, Saint-Vincent-les-Forts ;
- des camps de compagnies de travailleurs étrangers (CTE) qui deviennent camps de GTE : aux Mées, à Saint-Auban, Peyruis ;
- des centres d'hébergement gérés par le Service social des étrangers : à Gréoux, Reillanne.

#### Combats de 1940
Si dans le nord et l'est, la ligne Maginot a été largement contournée par les forces allemandes, elle a joué son rôle en juin 1940 face aux armées italiennes. L'offensive menée à travers les Alpes, et notamment vers la vallée de l’Ubaye a été suffisamment freinée par les troupes alpines, malgré la supériorité numérique italienne, pour empêcher une invasion du territoire. L’offensive italienne est retardée par les conditions météo exceptionnelles pour la saison, avec chutes de neige, vent violent et brouillard. Le 22 juin, la progression italienne leur permet de faire des prisonniers, qui sont dirigés sur Pignerol. Le 23 juin, la vallée de Combe Brémond (ou Combrémond) à Saint-Paul-sur-Ubaye, et le hameau de Maison-Méane à Larche sont conquis par l’armée italienne, qui avance sur le chef-lieu de Larche sans l’atteindre avant la proclamation de l’armistice, le 25 juin,. Une tentative de débordement est encerclée par l’artillerie et permet à l’armée française de faire 397 prisonniers. Les dégâts matériels se limitent à 62 immeubles dans l’ensemble du département.

#### Les Occupations et la Résistance
À la suite de l'armistice de juin 1940, le département est d’abord situé en zone libre. Seuls les hameaux conquis de Larche et de Saint-Paul-sur-Ubaye sont occupés par l’Italie. La ligne violette, à 50 km de la frontière italienne, délimite une bande démilitarisée, entraînant le déplacement des bataillons de chasseurs alpins casernés à Barcelonnette vers l’arrière (le 20e BCA se retrouve à Digne). Les axes de ravitaillement des vallées occupées par l’Italie sont déclarés « ligne rouge », l’Italie s’y attribuant une libre-circulation sur cette route traversant une région non-occupée. Enfin, deux commissions d’application de l’armistice, la Délégation de contrôle du dispositif militaire des Alpes et la Délégation de contrôle des industries de guerre, visitent le département. Ils inspectent les fortifications, vérifiant que l’artillerie de forteresse, les chevaux de frise et barbelés sont démantelés, et cherche à identifier les lieux de stockage. Un régiment d’Alpini est en garnison dans l’Ubaye jusqu’au début de l’année 1941, lors de l’invasion de l’Albanie et de la Grèce par l’Italie. Il est alors remplacé par une compagnie de gardes-frontières (250 hommes).
Dans le département, la Résistance qui se développe a la particularité (pour la région alpine) d’être laïque et de gauche.
Le département est entièrement occupé par l’Italie de novembre 1942 à septembre 1943,. Le débarquement allié en Afrique du Nord déclenche l’invasion de la zone libre par la Wehrmacht et l’armée italienne. Le 28 décembre, les troupes italiennes cantonnent dans la caserne de Larche. Le 20, elles étaient déjà à Digne. Elles arrivent à Manosque le 14 janvier 1943. Bien que l’occupation italienne soit généralement jugée plus douce que l’allemande qui a suivi, l’occupant fait valoir son droit de vainqueur : il exige l’ouverture du courrier (mais les postiers résistent en général). Une façon de montrer son pouvoir est aussi d’annuler toutes les mesures de persécution des juifs prises par Vichy. Seuls les juifs en situation irrégulière sont assignés à résidence ; l’hébergement des juifs est ensuite organisé, réparti entre quelques communes, Barcelonnette, Enchastrayes, Moustiers-Sainte-Marie et Castellane.
La plus grande partie du département relève du PC de la division Pusteria, à Grenoble, division qui occupe les Alpes du Léman au Verdon. Le Sud-Est du département est occupé par les divisions Legnano et Emanuele Filiberto Testa di Ferro, renforcées d’unités de la Guardia alla Frontiera. Ces deux divisions sont retirées en juillet 1943, avant la retraite en catastrophe qui suit la capitulation italienne, le 8 septembre 1943. L’Italie prévient les juifs de sa zone, et prévoit leur évacuation en Italie. Ainsi, le 3 septembre 1943, trois camions évacuent les juifs de Barcelonnette vers Le Belvédère. L’Allemagne nazie occupe immédiatement le département.
Dès l’annonce de la capitulation italienne, les Allemands envahissent la zone Sud : le département est encore partagé entre deux divisions, les 157e (basée à Grenoble) et 148e (basée dans les Alpes-Maritimes) divisions d’infanterie de réserve,Turinetti di Priero 2003, p. 61, renforcées d’unités de douaniers installées à Barcelonnette, la limite entre les zones d'intervention des deux divisions se situant sur la DuranceTurinetti di Priero 2003, p. 61. Les troupes allemandes n’ayant que de faibles effectifs, de valeur inférieure, et mal équipés, elles se contentent d’installer des garnisons le long des principaux axes de communication : vallées de la Durance, de l’Ubaye, du Verdon et du Var. La Feldkommandantur de Digne compte 792 hommes. Le relief, la végétation et la faible densité de population ont permis à de nombreux maquis de se développer : les FFI comptaient entre 2000 et 5000 hommes en armes en juin 1944. Les vallées de l’Asse et du Verdon sont le théâtre d'affrontements meurtriers et d’actes de résistance.
Les sabotages commencent fin 1943. Le 11 novembre, les FTP sabotent une quarantaine de poteaux électriques et téléphoniques dans le centre et le sud-est du département.

#### La Libération
La libération du département s'inscrit dans un mouvement vers le nord, le long de la route Napoléon, puis vers l'ouest, en direction de Crest (Drôme), qui vise ainsi à couper la retraite de l'armée allemande stationnée en Provence.
Le Plan faisceau est élaboré pour atteindre Grenoble au plus vite et profiter des routes alpines neutralisées par la Résistance, immédiatement après le débarquement de Provence. Trois divisions sont placées sous le commandement du général Truscott : les 45e, 3e et 36e DI et s’organisent à Vidauban. Castellane est libérée le 17 août 1944 par la 5e compagnie des FTPF, quelques heures avant l'arrivée de la 36e division d'infanterie US,. Parallèlement, les troupes allemandes entament leur retraite : la 148e DI gagne l’Italie du Nord le 16 août, alors que la 157e se prépare à occuper les cols alpinsTurinetti di Priero 2003, p. 61.
La 36e DI est regroupée sous les ordres du général Butler au nord du Muy. Le 17 août, elle part vers le nord, en empruntant l’itinéraire Salernes-Riez-Oraison. Après quelques combats à Draguignan, la colonne fonce vers le nord. Les FFI guident et ouvrent la route aux troupes américaines : Riez est atteinte la nuit du 18. Là, Butler divise ses forces en deux :
- une colonne prend la route de Valensole pour rejoindre la vallée de la Durance à Oraison, puis remonter vers le nord et Sisteron. Elle doit faire jonction avec des éléments qui se battent pour franchir la Durance à Mirabeau pour remonter vers le nord et Apt[72] ;
- une autre colonne part vers l’est et Mézel : par la RN 85[72], elle atteint Digne le 19[66],[72].

Sisteron est libéré le même jour par une colonne de la force Butler,, rejointe par le 143e régiment d’infanterie US, qui a emprunté la RN 96, contrôlée par les Jedburghs Nitrogène et Graham renforcés par des FFI (3 000 hommes au total).
La plus grande partie du département est ainsi libérée à la fin d’août 1944. Alors qu’un détachement allemand s’installe à Apt pour protéger un itinéraire de retraite vers l’Italie, les maquis des Basses-Alpes sont appelés pour renforcer l’US Army et faire sauter ce verrou. Une partie de l'armée allemande s'est retirée vers les cols alpins, et la vallée de l’Ubaye est en partie occupée lorsque survient l'hiver. Les Allemands se sont retranchés dans les forts autour du col de Larche. La libération de la vallée ne survient qu’en avril 1945 grâce à l'action des troupes alpines et des FFI enrôlés dans le 1er régiment bas-alpin, soutenus par l’armée américaine.
Le pouvoir civil est détenu par le CDL, présidé par Joseph Fontaine et Paul Méyère, jusqu’à la nomination du nouveau préfet, Orliac.

### Front des Alpes de l’automne 44 au printemps 45
Dans sa retraite, une partie de l’armée allemande reflue vers l’Italie en occupant les principaux cols, et en reprenant ceux qu’elle ne contrôle pas. Il s’agit de retarder au maximum la progression des AlliésTurinetti di Priero 2003, p. 62 et de couvrir les arrières de Kesselring qui résiste pied à pied en Italie du Nord. Le col de Larche fait l’objet de trois jours de combats entre la division de partisans italiens Rosselli et la 90e Panzergrenadier Division, les premiers étant finalement chassésTurinetti di Priero 2003, p. 62. Les bataillons FFI, d’abord utilisés comme flanc-garde par la 1re armée française, sont organisés deux par deux dans les 6e, 7e, 11e, 13e, 15e et 27e bataillons de chasseurs alpins. Ces bataillons sont regroupés au sein de la 27e division alpine pendant l’hiver, et s’apprêtent à reprendre le contrôle des cols. Finalement, l’arrivée de la 1re division française libre en mars laisse l’Ubaye entre les zones des deux divisions, où des unités diverses sont chargées de la reconquête du col de LarcheTurinetti di Priero 2003, p. 64.
Le général Doyen ne dispose pour tout le front des Alpes que d’un seul régiment d’artillerie, le 69e, qui est donc déplacé sur les offensives successives. En Ubaye, il appuie les 99e, 159e et 141e régiments d’infanterie alpine (RIA), le 5e dragons et le 24e bataillon de chasseurs portés (BCP). La reconquête française commence par un bombardement d’artillerie le 22 avril, qui permet la reprise du village de Larche le lendemain. L’artillerie est ensuite envoyée soutenir l’opération Pingouin, qui attaque le col de la Lombarde. Les opérations se limitent ensuite à des patrouilles, jusqu’à l’évacuation du col par les germano-italiens dans la nuit du 25 au 26 avrilTurinetti di Priero 2003, p. 67,. De nombreux villages et hameaux de l’Ubaye sont détruits et pillés : en 1944-1945, 1535 immeubles sont détruits par les combats, et cinq communes sont déclarées sinistrées.

## Depuis la Seconde Guerre mondiale
En 1970, le département change de nom, abandonnant Basses-Alpes pour « Alpes-de-Haute-Provence ».